# Johannes Brandrup
Johannes Brandrup (Francoforte sul Meno, 7 gennaio 1967) è un attore tedesco.

## Biografia
Compie gli studi all'United World College of the Atlantic in Galles e alla Folkwang-Schule ad Essen.
Grazie a varie fiction televisive, commedie sentimentali e telefilm polizieschi (il più noto dei quali è Squadra Speciale Cobra 11), Brandrup ottiene numerosi riconoscimenti in Germania. Nel 2016, dopo 20 anni, fa ritorno a Cobra 11.
Nel 2000 recita in Italia nel film TV San Paolo di Roger Young, ne L'ultimo sogno di Sergio Martino e in Crociati di Dominique Othenin-Girard.
Ritorna a girare in Italia nel 2004 sotto la direzione di Maurizio Zaccaro nella miniserie Al di là delle frontiere, con cui ottiene importanti riconoscimenti (Flaiano d'oro e Efebo d'argento).
Nel 2005, nelle vesti di Gesù Cristo, gira il film tv San Pietro (per la regia di Giulio Base) accanto ad Omar Sharif, e sempre nello stesso anno gira I figli strappati (per la regia di Massimo Spano) accanto ad Antonia Liskova.
Nel 2006 recita la parte del protagonista maschile - il principe Filippo d'Assia - in Mafalda di Savoia (per la regia di Maurizio Zaccaro) accanto a Stefania Rocca.
Nel 2007 gira alcune importanti produzioni tedesche, la miniserie per la tv in due puntate dal titolo Tarragona (diretta da Peter Keglevic), Die Hitzewelle (per la regia di Gregor Schnitzler) e Hell of a night/80 Minutes di Thomas Jahn.
Nel 2008 Maurizio Zaccaro lo chiama nuovamente in Italia per interpretare il ruolo del protagonista della miniserie per la Rai, prodotta dalla Casanova Intertainment, dal titolo Lo smemorato di Collegno. Successivamente gira in Germania Böseckendorf e in Tunisia la miniserie Sant'Agostino (diretta da Christian Duguay), una coproduzione di Rai Uno del ciclo Imperium.
Nel 2010 è in onda su RaiUno con la fiction in sei puntate La ladra, dove interpreta il ruolo di un cuoco, Dante Mistretta, al fianco di Veronica Pivetti.
Nel 2012 partecipa alla fiction L'Olimpiade nascosta, fiction in due serate trasmessa su Rai Uno il 27 e 28 maggio.
Nel febbraio 2013 è il protagonista maschile di Tutta la musica del cuore, fiction in sei puntate trasmessa su Rai Uno dal 3 febbraio, dove interpreta Mattia Stefani, maestro d'orchestra in un conservatorio della Puglia.
Nel 2014 interpreta un comandante nazista, il tenente Hans Hiesserich, nel film TV A testa alta - I martiri di Fiesole di Rai Fiction, diretto da Maurizio Zaccaro, che Raiuno manda in onda il 2 giugno 2014 nel giorno della Festa della Repubblica. Narra la storia dei martiri di Fiesole, tre Carabinieri poco più che ventenni: Alberto La Rocca, Vittorio Marandola e Fulvio Sbarretti, nella fiction interpretati, rispettivamente, dagli attori Marco Cocci, Alessandro Sperduti e Giovanni Scifoni, che durante la Seconda Guerra mondiale sacrificarono la loro vita per salvare 10 abitanti di Fiesole ostaggio dei nazisti.

### Vita privata
Vive a Berlino e dirige il Berlin Logentheater. Brandrup è sposato con la scrittrice e regista Branwen Okpako dal 1991 e ha due figli con lei. Nel 2008 la coppia ha divorziato.

## Filmografia parziale

### Cinema
- Una ragazza speciale (Wie angelt man sich seinen Chef?), regia di Ute Wieland (2000)
- Crociati, regia di Dominique Othenin-Girard (2001)
- Porno! Melo! Drama!, regia di Heesook Sohn (2005)
- 80 Minutes, regia di Thomas Jahn (2007)

### Televisione
- San Paolo, regia di Roger Young (2000)
- Al di là delle frontiere, regia di Maurizio Zaccaro  (2004)
- San Pietro, regia di Giulio Base (2005)
- I figli strappati, regia di Massimo Spano (2006)
- Mafalda di Savoia. Il coraggio di una principessa, regia di Maurizio Zaccaro (2006)
- Sant'Agostino, regia di Christian Duguay (2008)
- L'Olimpiade nascosta, regia di Alfredo Peyretti (2008)
- Lo smemorato di Collegno, regia di Maurizio Zaccaro (2008)
- La ladra, regia di Francesco Vicario (2010)
- Maria di Nazaret, regia di Giacomo Campiotti - miniserie TV (2012)
- Tutta la musica del cuore, regia di Ambrogio Lo Giudice (2013)
- A testa alta - I martiri di Fiesole, regia di Maurizio Zaccaro (2014)
- Squadra Speciale Cobra 11, st.1 episodi 1-9 (1996) ed episodio Risiko (2016)
- Il confine, regia di Carlo Carlei (2018)

## Teatro
- Projekt Michael Degen Deutsches Theater Göttingen (1992)
- Erbarmen! Zu spät! Frankenstein Festival Weimar (1998)
- BlutKnoten Theater DerDasDie Berlino (2005) - regia di Marc Ottiker
- Jedermann - Freilichtspiele Schwäbisch Hall (2006) - regia di Christoph Biermeier
- Blood Knot - Altes Theater Heilbronn (Berliner Logentheater) (2007)

## Premi e riconoscimenti
Efebo d'oro
- 2004 - Miglior attore protagonista per Al di là delle frontiere

Flaiano d'oro
- 2004 - Miglior attore protagonista per Al di là delle frontiere